# Старушки (станция)
Старушки (бел. Стару́шкі; до 2018 — станция) — железнодорожный разъезд в Беларуси, на линии Лунинец — Калинковичи. Расположена в посёлке Старушки Житковичского района Гомельской области.

## История
В связи с вводом в эксплуатацию 15 февраля 1886 года железной дороги Лунинец — Калинковичи — Гомель здесь начал действовать разъезд, а затем железнодорожная станция. 
После 1990-х и 2000-х годов на станции осталось только два пути из четырёх бывших ранее.

## Обращение по станции
Останавливаются пригородный поезд Житковичи — Калинковичи, а также пассажирский поезд Гомель — Гродно.